# Anschlag in einer Londoner U-Bahn am 15. September 2017

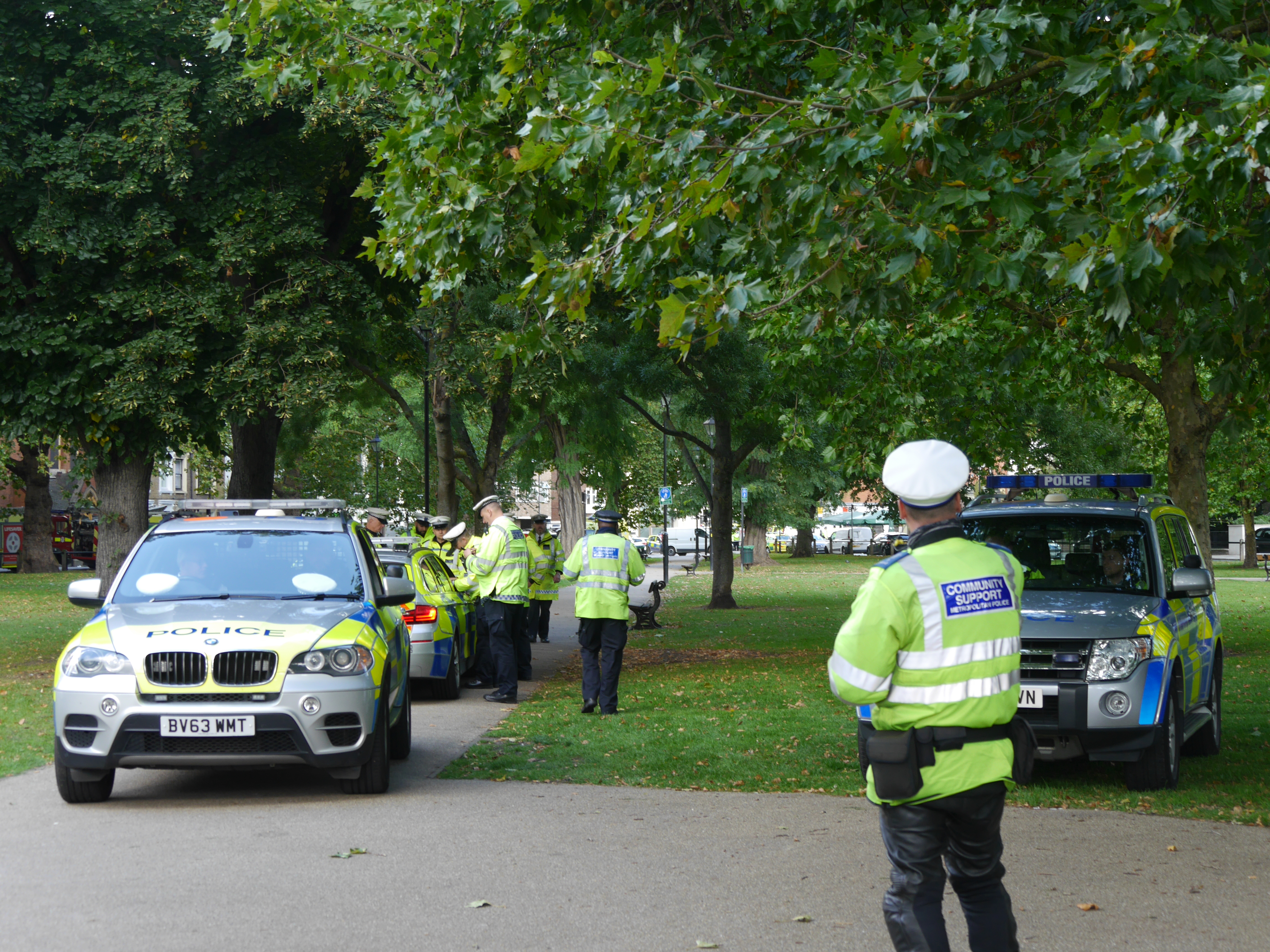
Polizei nach dem Anschlag in Nähe des Anschlagsorts

Beim Anschlag in einer Londoner U-Bahn am 15. September 2017 kam es um 8:20 Uhr zu einer Verpuffung in einem U-Bahn-Zug der District Line, als dieser an der oberirdischen Station Parsons Green hielt. 69 Passagiere wurden verletzt. Die Polizei stufte den Vorfall als terroristischen Akt ein.

## Anschlag
In dem Triebwagen wurde eine unkonventionelle Spreng- und Brandvorrichtung gezündet, die in einer Plastiktasche versteckt war. Der Sprengsatz besaß einen Zünder aus einer Lichterkette nebst einer Uhr. Da das verwendete Acetonperoxid fehlerhaft hergestellt wurde, gab es keine Explosion, sondern eine Verpuffung. Die 2,2 kg Metallschrott, die der Bombe als Splittermaterial beigefügt waren, richteten so keinen Schaden an, aber mehrere Personen erlitten durch den Feuerball, der bei der Verpuffung entstand, Brandverletzungen. Anschließend brach eine Panik unter den Passagieren aus.
Bei dem Anschlag handelte es sich um den zehnten Terroranschlag binnen eines Jahres in London.

## Opfer
Die Anzahl der Verletzten wurde am 17. September mit 30 angegeben, sie erlitten überwiegend Verbrennungen.

## Ermittlungen
Am 16. September 2017 wurde im Hafen von Dover ein 18-jähriger, aus dem Irak stammender Mann wegen des Verdachts auf ein Terrorvergehen verhaftet. Er sollte zunächst bis zum 23. September 2017 in Untersuchungshaft bleiben, um verhört zu werden. Am 17. September 2017 wurde ein 21-jähriger Syrer im Londoner Stadtbezirk Hounslow als Tatverdächtiger verhaftet. Beide Personen waren Flüchtlinge und hatten als Pflegekinder bei denselben Pflegeeltern in Sunbury-on-Thames bei London gelebt. Am 20. September 2017 gab Scotland Yard bekannt, am 19. September 2017 im walisischen Newport einen 25-jährigen Mann als dritten Tatverdächtigen und in Wales zwei weitere Tatverdächtige, einen 30- und einen 48-jähriger, festgenommen zu haben. Als sechster Verdächtigter wurde am 21. September 2017 ein 17-Jähriger in Thornton Heath festgenommen. An drei Adressen wurden Hausdurchsuchungen durchgeführt. Eine weitere Verhaftung wurde am 25. September durchgeführt.

## Prozess
Am 22. September wurde Anklage gegen den 18-jährigen irakischen Flüchtling wegen versuchten Mordes und dem widerrechtlichen Einsatz von Sprengstoff erhoben.
Alle weiteren Festgenommenen wurden zwischen dem 21. und 27. September freigelassen, gegen sie wird nicht mehr ermittelt.
Das Verfahren gegen den Hauptverdächtigen 18-Jährigen Iraker begann im März 2018. Der Angeklagte war im Oktober 2015 vom Dschungel von Calais kommend an Bord eines LKW durch den Kanaltunnel nach England gelangt. Er beantragte Asyl, besaß keine Papiere und gab an, im Juni 1999 geboren worden zu sein. Er hatte in seinem Asylantrag erklärt, dass er im Irak vom IS zwangsrekrutiert und ausgebildet worden sei, aber die Gelegenheit genutzt habe, um sich bei einem Angriff der irakischen Armee abzusetzen.
Die Jury sprach den Iraker am 19. März 2018 des versuchten Mordes für schuldig. Das Gericht befand, dass der Iraker bei den Angaben zu seinem Alter gelogen hatte und mindestens 21 Jahre alt sei. Das Strafmaß wurde am 23. März 2018 auf 34 Jahre Haft festgesetzt.

## Reaktionen
Premierministerin Theresa May und Sadiq Khan, der Bürgermeister von London, verurteilten den Anschlag.
Das britische Joint Terrorism Analysis Centre setzte die Terrorwarnstufe vom 15. bis zum 17. September 2017 von 'Severe' (ernst) auf die höchste Warnstufe 'Critical' (kritisch). Zum zweiten Mal in der britischen Geschichte wurde Operation Temperer ausgelöst, bei der bis zu 5100 britische Soldaten die Polizei unterstützen. Davor war dies nur beim Terroranschlag in Manchester am 22. Mai 2017 durchgeführt worden.
In einer Nachricht in der Amaq News Agency übernahm die Terrormiliz Islamischer Staat (IS) noch am selben Tag die Verantwortung. Innenministerin Amber Rudd sagte am 17. September der BBC, man habe keine Hinweise, die eine Beteiligung des IS nahelegten.
Der damalige US-Präsident Donald Trump schrieb auf Twitter, Scotland Yard habe diese „kranken und geistesgestörten“ Täter im Visier gehabt. Die Kommentare von Trump wurden von Theresa May als „nicht hilfreich“ beschrieben und sie charakterisierte die Tweets als Spekulation.